# Julia Ormond
Julia Karin Ormond (sinh 04/01/1965) là một diễn viên người Anh.

## Danh mục phim
- Mad Men (2012) (TV)
- My Week with Marilyn (2011)
- Albatross (film) (2011)
- The Music Never Stopped (2011)
- Law & Order: Criminal Intent (2011) (TV)
- Temple Grandin (2010) (TV)
- CSI: NY (2008–09) (TV)
- The Curious Case of Benjamin Button (2008)
- The El Escorial Conspiracy (2008)
- Kit Kittredge: An American Girl (2008)
- Che, Part One (2008)
- Surveillance (2008)
- I Know Who Killed Me (2007)
- Inland Empire (2006)
- Beach Girls (2005 TV mini-series)
- Iron Jawed Angels (2004) (TV)
- Resistance (2003)
- Varian's War (2001) (TV)
- The Prime Gig (2000)
- Animal Farm (1999) (TV) (voice)
- The Barber of Siberia (1998)
- Smilla's Sense of Snow (1997)
- Sabrina (1995)
- First Knight (1995)
- Legends of the Fall (1994)
- Nostradamus (1994)
- Captives (1994)
- The Baby of Mâcon (1993)
- Young Catherine (1991)
- Stalin (1992)
- Traffik (1989) (miniseries)

## Giải thưởng
- 1989 London Drama Critics' Award cho best newcomer.[1]
- 1996 Nestor Almendros Award.
- 2001 Laurence Olivier Award đề cử.[2]
- 2010 Emmy Award cho Nữ diễn viên phụ xuất sắc nhất in a TV Movie or Miniseries.[3]
- 2012 Emmy Award đề cử cho Outstanding Guest Actress in a Drama Series[4]